# San Siro
 Der er for få eller ingen kildehenvisninger i denne artikel, hvilket er et problem. Du kan hjælpe ved at angive troværdige kilder til de påstande, som fremføres i artiklen.

Stadio San Siro også kendt som Stadio Giuseppe Meazza er et fodboldstadion i Milano, Italien. Det er hjemmebanen for to af de største og mest succesfulde Serie A klubber AC Milan og Inter og er et af de mest berømte stadioner i verden. Selvom det officielt blev omdøbt til ære for Giuseppe Meazza, som spillede for klubberne i 1930'erne og 1940'erne, bliver navnet San Siro stadig brugt mest. Med blandt andet et kort mellemrum fra tilskuerne til banen og et stort tag regnes det for at have en af de bedste atmosfærer overhovedet.
Byggeriet begyndte i 1925 i det milanesiske distrikt San Siro, som gav stadionet dets oprindelige navn. Ideen om at bygge et stadion i det samme distrikt som en travbane tilhørte AC Milans daværende præsident Piero Pirelli. Arkitekterne designede udelukkende stadionet til fodbold (der er ingen muligheder for atletik). Indvielsen fandt sted den 19. september 1926, hvor 35.000 tilskuere så Inter besejre AC Milan 6-3. Oprindeligt blev det kun brugt af AC Milan, men senere blev Inter også lejere og lige siden har de to holdt deltes om det.
Udover at være hjemmebane for Inter og Milan bliver San Siro også sommetider brugt af Italiens fodboldlandshold og det har har lagt grund til finalen i Champions League (det tidligere Mesterholdenes Europacup) i 1964-1965, 1969-1970 og 2000-2001. Det er også blevet brugt i UEFA Cup-finaler, da disse var baseret på ude- og hjemmekampe (har dog ikke været brugt hertil siden systemet ændrede sig til en enkelt finalekamp).
Inden VM 1990 i Italien blev der brugt store pengesummer på en renovation. Som en del af dette blev der lavet siddepladser over det hele og en ekstra række blev tilføjet på tre af siderne. Det betød at UEFA's bedømmelse af stadionet steg til fem stjerner.

## Tilskuergennemsnit
| Sæson     | AC Milan gennemsnit | Inter gennemsnit |
| --------- | ------------------- | ---------------- |
| 1980-1981 | 31.282              | 42.248           |
| 1981-1982 | 45.781              | 43.970           |
| 1982-1983 | 35.111              | 45.171           |
| 1983-1984 | 53.136              | 43.388           |
| 1984-1985 | 60.941              | 52.572           |
| 1985-1986 | 56.782              | 53.622           |
| 1986-1987 | 66.210              | 53.215           |
| 1987-1988 | 73.284              | 47.812           |
| 1988-1989 | 73.209              | 58.175           |
| 1989-1990 | 59.054              | 50.142           |
| 1990-1991 | 77.488              | 54.946           |
| 1991-1992 | 77.868              | 48.783           |
| 1992-1993 | 75.830              | 45.126           |
| 1993-1994 | 65.708              | 49.469           |
| 1994-1995 | 56.659              | 40.523           |
| 1995-1996 | 60.973              | 46.873           |
| 1996-1997 | 55.894              | 50.806           |
| 1997-1998 | 54.432              | 67.825           |
| 1998-1999 | 57.760              | 68.459           |
| 1999-2000 | 58.522              | 66.546           |
| 2000-2001 | 52.304              | 55.582           |
| 2001-2002 | 58.616              | 62.434           |
| 2002-2003 | 61.534              | 61.943           |
| 2003-2004 | 63.245              | 58.352           |
| 2004-2005 | 63.595              | 57.295           |
| 2005-2006 | 59.993              | 51.371           |
| 2006-2007 | 47.117              | 48.284           |
| 2007-2008 | 56.579              | 52.010           |

## Livekoncerter
- Bob Marley 1980
- Bob Dylan 1984
- Carlos Santana 1984
- Bruce Springsteen 1985, 2003, 2008, 2013
- Simple Minds 1986
- David Bowie 1987
- Duran Duran 1987
- Genesis 1987
- Michael Jackson 1997
- Eros Ramazzotti 1998
- Rolling Stones 2003, 2006
- Red Hot Chili Peppers 2004
- U2 2005
- Robbie Williams 2006
- Muse 2010
- One Direction 2014